# Bartosz Łosiak
Bartosz Łosiak, né le 14 mai 1992 à Jastrzębie Zdrój (Pologne), est un joueur de beach-volley polonais.

## Palmarès

### Championnats du Monde de beach-volley
- Champion du Monde en 2012 (U21) et en 2013 (U23) avec Piotr Kantor.

### Championnats d'Europe
- Médaille de bronze en 2021 à Vienne avec Bartosz Łosiak